# Avionika

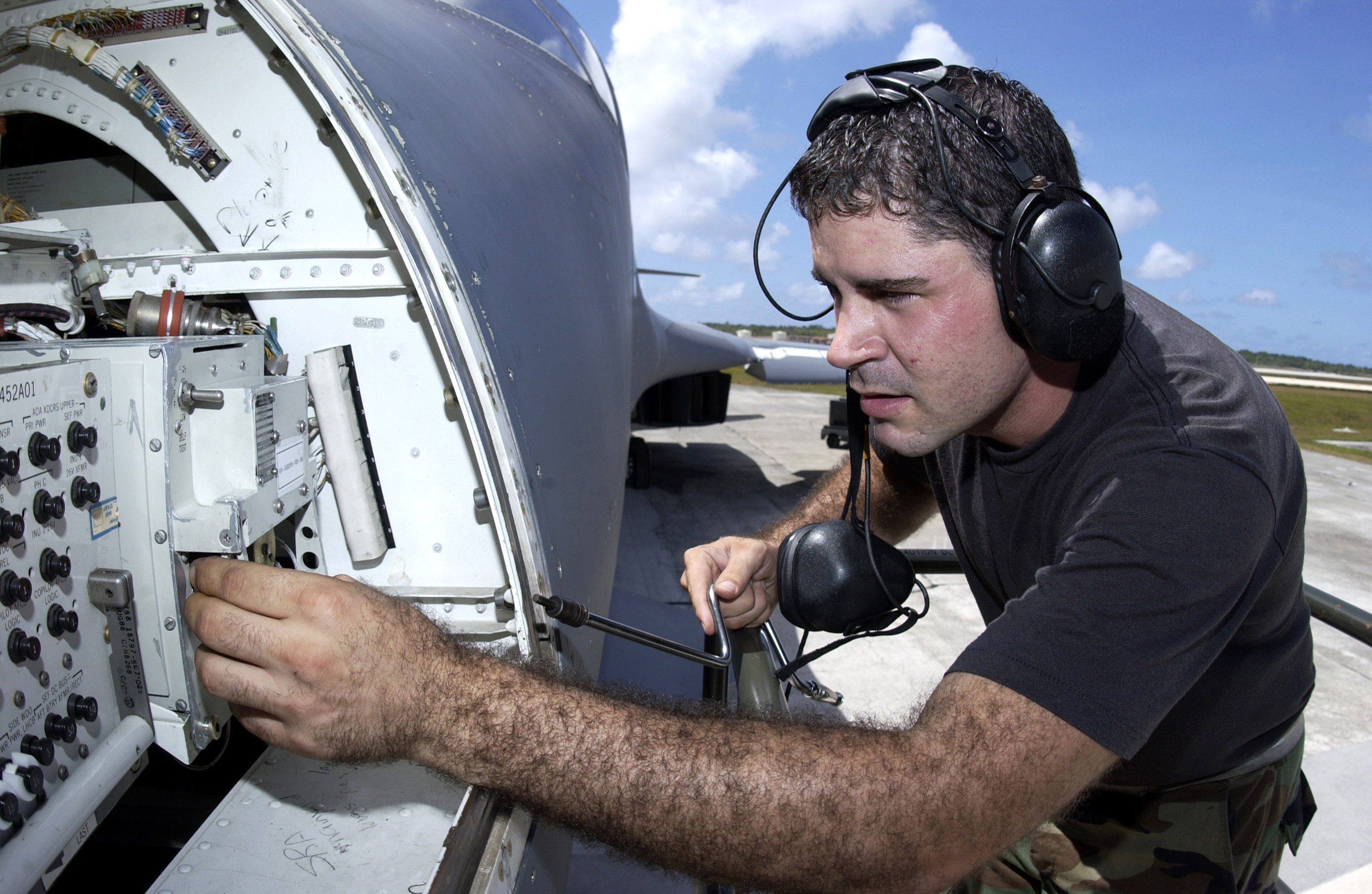
Elektronické zařízení u letounu B-1 Lancer

Avionika (z francouzského avionique) je souhrnný název pro vybavení letadel elektrickými a elektronickými přístroji, jako třeba autopilot, navigace nebo palubní počítač.

## Historie

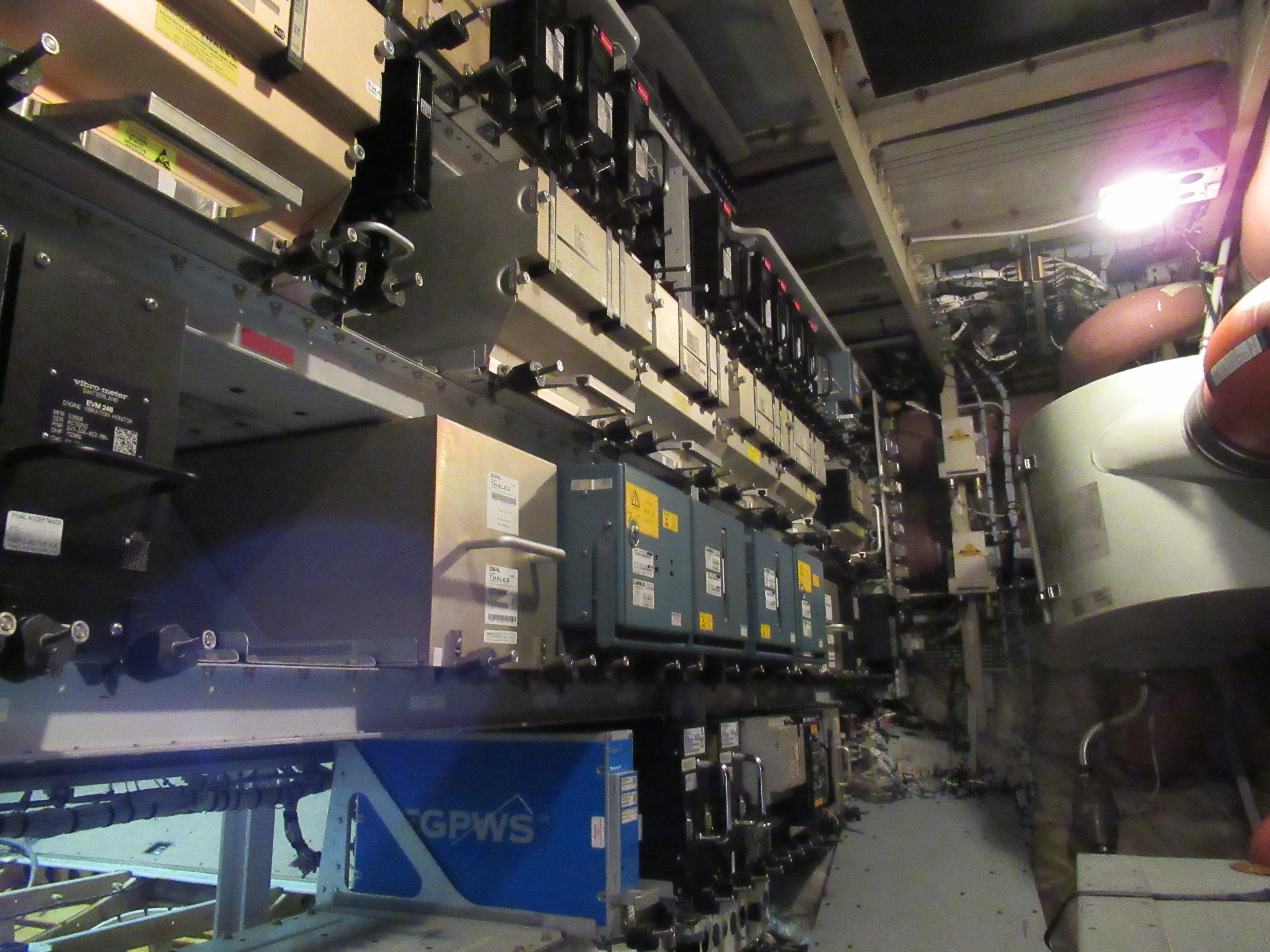
Tzv. „Avionic Bay“ na Airbusu A319

Avionika se začala vyvíjet již v 18. století. V roce 1783 bratři Montgolfierové použili barometr k měření nadmořské výšky. Bratři Wrightové používali avioniku také k měřeni rychlosti – pomoci anemometru. Brzy poté,[kdy?] byl letoun vybaven magnetickými kompasy, které měřily čísla, úhel náběhu lopatek na měření postoje, množstevní měřidla pro měření hladiny paliva, a tak dále. Přesto v prvních dnech byla navigace ještě prováděna vizuálně. Na konci roku 1920, avionika postupovala tak, že se uskutečnil první „slepý“ let a přistání: navigace byla provedena pouze na základě gyroskopu a rozhlasových navigačních pomůcek. Ve třicátých letech se navigační a přistávací pomůcky dále rozvíjely a testovaly v různých leteckých podmínkách. V roce 1940, když začala druhá světová válka se urychlil vývoj radaru pro detekci nepřátelských letadel. Také komunikace se stala mnohem důležitější. Byla vyvinuta VHF a UHF komunikace. Tyto systémy však vedly k zatížení pilotů takže po 2. světové válce se průmysl a vývoj koncentroval na snížení pracovního zatížení pilota. Byly vyvinuty systémy jako autopilot, automatické varovné systémy (TCAS) a integrované letové přístroje. To byla také doba, kdy základní T-konfigurace začaly být standardní výbavou v kabině. Ropná krize roku 1970 změnila způsob létání. Cena paliva se stala důležitým tématem a digitální počítače byly vyvinuty tak, aby pomohly pilotovi v létání a navigaci jeho letounu co nejefektivněji. To znamená nejkratší možnou trasou a s minimální manévry. Díky rozvoji multifunkčních displejů, se může také informace zobrazit mnohem snadněji. Toto vyústilo v tzv. skleněné kokpity: Vlastní kokpity s mnoha displeji.